# 飲中八仙

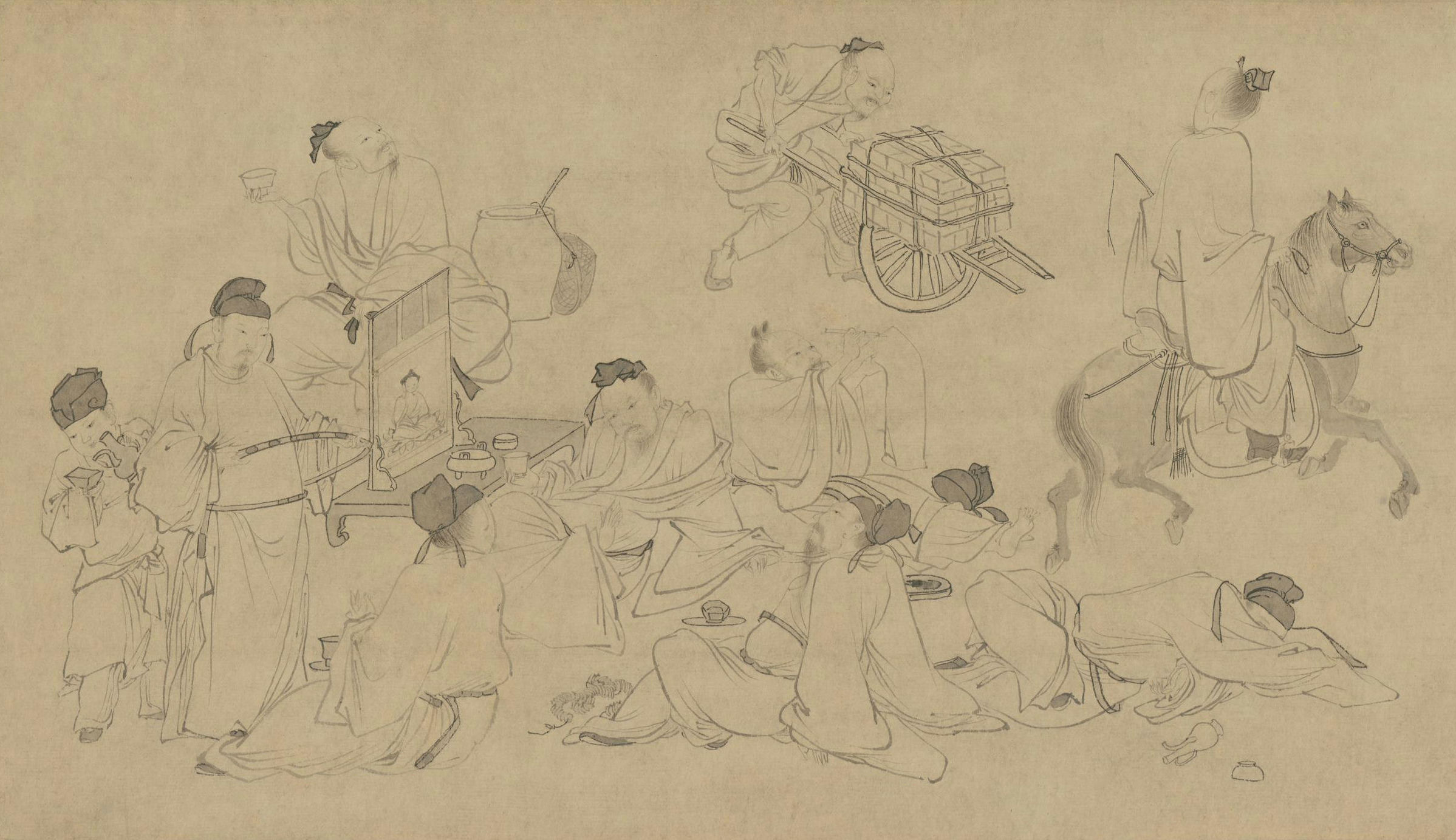
明杜堇绘饮中八仙

飲中八仙指唐朝好酒的八位名士。这个说法曾经在杜甫的诗《飲中八仙歌》裡提及過，在《新唐书》中关于李白的传记中也提到这种说法。飲中八仙包括以下八人：
- 賀知章
- 汝陽王李璡
- 李適之
- 崔宗之
- 蘇晉
- 李白
- 張旭
- 焦遂

## 登場人物

### 賀知章
賀知章（659年－744年），字季真，號石窗，晚年號四明狂客，唐代越州永興（今浙江蕭山）人，著名詩人。三國時東吳名將賀齊的十八世孫。惟流傳下來的詩不多，收錄於《全唐詩》中的只有二十首，著名的有《詠柳》、《回鄉偶書》等。
少時以文詞知名，神龍年間已揚名京城，武后証聖元年（695年）進士，初授國子監四門博士，又遷太常博士。
唐玄宗開元十三年（710年）遷禮部侍郎兼集賢院學士，後遷太子賓客、檢校工部侍郎、秘書監等官。性格爽直，豁達而健談，好飲酒，一日鼻子流出類似黃膠的涕液數盆，醫生說是飲酒太過，賀知章不以為然，照舊日飲月醉。
賀知章晚年在長安紫極宮遇到少年時期的李白，在讀了李白作品《蜀道難》、《烏棲曲》等詩後，感嘆地說道，「子，謫仙人也。」，從此後人稱李白為詩仙，兩人成為好友，並留下「金龜換酒」的佳話。
賀知章又擅長書法，能草書和隸書，呂總《續書評》評為「縱筆如飛，奔而不竭。」。他的詩清新脫俗，與另一位書法大師張旭為姻親，過從甚密，時人以「賀張」稱之。兩人經常一起出遊，「凡人家廳館好牆壁及屏障，忽忘機興發，落筆數行，如蟲篆飛走，雖古之張（芝）、索（靖）不如也。好事者供其箋翰，共傳寶之」。在詩中頭兩句形容賀知章在酒醉後的行為：
知章骑马似乘船，
眼花落井水底眠。

### 汝陽王李璡
汝陽王李璡是唐朝讓皇帝李憲的長子，獲封為汝陽王。官至太僕卿，因好酒自稱釀王兼麴部尚書。擅長於弓及羯鼓，深得唐玄宗喜愛。詩中第三至五句形容汝陽王的內容如下：
汝阳三斗始朝天，
道逢麴车口流涎，
恨不移封向酒泉。

### 李適之
李適之時任左相，不論清酒濁酒皆好。詩中第六至八句形容李適之的內容如下：
左相日兴费万钱，
饮如长鲸吸百川，
衔杯乐圣称避贤。

### 崔宗之
崔宗之為宰相崔日用之子，襲封齊國公，任左司郎中。詩中第九至11句形容崔宗之的內容如下：
宗之潇洒美少年，
举觞白眼望青天，
皎如玉树临风前。

### 蘇晉
詩中第12至13句形容蘇晉的內容如下：
苏晋长斋绣佛前，
醉中往往爱逃禅。

### 李白
詩中第14至17句形容李白的內容如下：
李白一斗诗百篇，
长安市上酒家眠，
天子呼来不上船，
自称臣是酒中仙。

### 張旭
詩中第18至20句形容張旭的內容如下：
张旭三杯草圣传，
脱帽露顶王公前，
挥毫落纸如云烟。

### 焦遂
詩中第21至22句形容焦遂的內容如下：
焦遂五斗方卓然，
高谈雄辩惊四筵。

## 外部連結
- 國際在綫：華夏文化：唐詩·飲中八仙歌 （页面存档备份，存于）